# Gestreifter Raps-Blattkäfer
| | 1 Oberlippe 2 Ober- 3 Unterkiefer 4 Unterlippe 5 Bein mit gestreckter und angewinkelter Schiene |
| Abb. 1 Vorderschiene, Kopie rechts koloriert rot: Rinne auf Schienenrücken                                                               |                                                                                                 |
| |                                                                                                 |
| Abb. 2 grün: Prosternalfortsatz | Abb. 3 Stich von Curtis 1840                                                                    |
| |                                                                                                 |
| Abb. 4 Halsschild, Hinterwinkel | Abb. 5 Punktierung Flügeldecke                                                                  |
| |                                                                                                 |
| Abb. 7 Hinterer Teil der Flügeldeckennaht mit Nahtstreifen, nach links (entspricht vorn) auslaufend                                      |                                                                                                 |
| Abb. 6 Vordertarsus |                                                                                                 |
| |                                                                                                 |
| Abb. 8 Kopf von oben, unten, Seite; teilweise koloriert; grün: Spitze des Ober- kiefers, gelb: Endglied Kiefertaster, blau: Lippentaster |                                                                                                 |

Der Gestreifte Raps-Blattkäfer (Entomoscelis adonidis) ist ein Käfer aus der Familie der Blattkäfer. 
Die Gattung Entomoscelis ist in Europa mit vier Arten vertreten, die auf zwei Untergattungen verteilt werden. Weltweit umfasst die Gattung in fünf Untergattungen sieben Arten. Die Art ist in den Roten Listen von Deutschland unter der Kategorie 2 (stark gefährdet) geführt.

## Bemerkungen zum Namen
Die Art wurde von Pallas 1771 unter dem Namen Chrysomela adonidis als 29. Art der Gattung Chrysomela erstmals beschrieben. Pallas beschließt die siebenzeilige Beschreibung in lateinischer Sprache mit den Worten Victitat Adonide verna; Maio copiose lecta ad Volgam (lebt auf dem Frühlings-Adonisröschen, im Mai häufig an der Wolga gesammelt). Dies erklärt den Artnamen adónidis (auf dem Adonisröschen Adonis lebend).
Die Gattung Entomoscelis wurde 1837 von Chevrolat bei der Bearbeitung des Katalogs zur Sammlung von Dejean vorgeschlagen. Der Katalog erscheint 1837 und Déjéan übernimmt den von Chevrolat vorgeschlagenen Gattungsnamen und bemerkt dazu in Vorwort des Katalogs: Bezüglich der Chrysomelinae … mit denen sich insbesondere Monsieur Chevrolat beschäftigt hat, ...habe ich alle von ihm ... geschaffenen Gattungen übernommen (fr. Quant aux chrysomélines ... M. Chevrolat s'en étant particulièrement occupé, ...j'ai adopté tous les genres qu'il a crées). Im Katalog selbst ist die Gattung noch nicht beschrieben, aber mit Bezug auf den Katalog und dessen Vorwort erscheint die Beschreibung durch Chevrolat im 1749 erscheinenden 5. Band  des Dictionnaire universel d'Histoire naturelle (Enzyklopädie der Naturgeschichte). Chevrolat erklärt dabei auch den Gattungsnamen durch die Angabe der Etymologie von altgr. εντομή „entomé“ für „Einschnitt“ und  σκέλος „skélos“ für „Schenkel“. Der Name bezieht sich auf einen Einschnitt am Ende der Schienen zur Aufnahme des ersten Tarsalglieds.
Der landessprachliche Name "Gestreifter Raps-Blattkäfer" erklärt sich durch die schwarze Streifung und dadurch, dass der Blattkäfer  auch auf Raps vorkommt.

## Beschreibung des Käfers
Der sieben bis zehn Millimeter lange Käfer hat die typische ovale Form eines Blattkäfers, im Vergleich mit Entomoscelis sacra, der zweiten mitteleuropäischen Art der Gattung, ist er eher länglich oval. Fühler, Unterseite und Beine sind schwarz, Kopf, Brustschild und Deckflügel sind im Leben feuerrot mit einer Zeichnung durch schwarze Flecken und Streifen, die in ihrer Ausdehnung stark variieren, in ihrer Lage jedoch ziemlich konstant sind. Bei toten Tieren verblasst die rote Färbung zu ziegelrot bis gelbbraun.
Der nur wenig gewölbte Kopf (Abb. 8) ist etwas geneigt und bis zu den Augen in den Halsschild eingezogen. Er ist  breiter als lang und vor den Augen verengt, sodass der Vorderteil breit schnauzenartig vorgezogen erscheint. Zwischen den Fühlerwurzeln verläuft eine leicht stirnwärts gewölbte, vertiefte Querlinie (in Abb. 8 links), welche den dunklen Kopfschild deutlich von der hellen Stirn trennt. Der Kopfschild ist vorn mit einem breiten parallelen Streifen von der Oberlippe abgesetzt. Am oberen Rand jedes Auges befindet sich ein Eindruck, der sich vorn etwas nach innen abgeschrägt fortsetzt (Abb. 8 links). Der Kopf ist nur auf dem Kopfschild, besonders am Vorderrand, deutlich punktiert. Der Vorderteil des Kopfes mit den Wangen und ein gelegentlich fehlender Scheitelfleck sind schwarz. Die Oberlippe trägt vorn in zwei Reihen angeordnet lange Borstenhaare (Abb. 8 linkes und rechtes Bild und Abb. 3/1). Die Oberkiefer sind an der Spitze in zwei spitze scharfe  Zähne gespalten (in Abb. 8 Mitte grün getönt und Abb. 3/2). Der Innenrand des rechten Oberkiefers trägt auf halber Höhe einen weiteren spitzen Zahn, die Innenseite des linken Oberkiefers ist zahnlos und geriffelt. 
Das Endglied der viergliedrigen Kiefertaster (in Abb. 8 Mitte gelb getönt und Abb. 3/3) ist kegelförmig.
Die wenig gewölbten Augen sind vertikal viel weiter ausgedehnt als horizontal und  unten schmaler als oben (Abb. 8 rechts).
Die elfgliedrigen Fühler sind weit voneinander getrennt deutlich vor dem vorderen Augenrand eingelenkt. Sie sind mäßig schlank und etwa halb so lang wie der Körper. Zum Ende hin ist der Fühler kaum verdickt, die sechs letzten Glieder sind etwas breiter als die vorhergehenden. Das zweite bis fünfte Glied sind leicht zusammengedrückt, das dritte doppelt so lang wie das zweite (Abb. 8 rechts). Die beiden ersten Fühlerglieder sind häufig an den Enden bräunlich.
Der Halsschild ist fast doppelt so breit wie lang und gleichmäßig leicht gewölbt. Vorn ist der Halsschild nur schwach geschwungen und dicht und fein bewimpert (Abb. 8 links und rechts). Die Seiten sind fein gerandet. Die Basis ist schwach doppelbuchtig und ungerandet (Abb. 4). Die Hinterecken sind in Aufsicht rechtwinklig. Die Punktierung ist grob und wenig dicht. Ein breiter Mittelstreifen des Halsschildes, der sich zur Basis hin verbreitert, ist schwarz. Seitlich davon liegt je ein kleiner schwarzer Fleck in der vorderen Hälfte des Halsschilds.
Das schwarze Schildchen hat etwa die Form einer an dem kleinen Durchmesser halbierten Ellipse.
Die Flügeldecken sind länglich oval, an der Basis etwa gleich breit wie der Halsschild, insgesamt nur wenig breiter als dieser. Sie sind etwa eineinhalb mal so lang wie gemeinsam breit. Sie bedecken den Hinterleib völlig und sind an der Spitze gemeinsam breit verrundet. Die untergeschlagenen Flügeldeckenränder (Epipleuren) verschmälern sich nach hinten und werden an der Spitze undeutlich.
In der hinteren Hälfte der Flügeldecke verläuft in kleinem Abstand zur Flügeldeckennaht und parallel zu dieser eine Linie, die im hinteren Bereich tief eingeschnitten ist, nach vorn aber verflacht und ausläuft (Abb. 7, nach links auslaufend). Im Spitzenwinkel der Flügeldecken fehlen Längsgrübchen. Der Seitenrand der Flügeldecken ist auch hinten nicht bewimpert. Die Punktierung der Flügeldecken ist grober als die des Halsschildes, fast runzelig (Abb. 5). Über die Naht übergreifend verläuft ein schmaler schwarzer Saum. Er verbreitert sich nach vorn wenig und endet vor dem Schildchen in einem Abstand, der etwa der Länge des Schildchens entspricht. Seitlich davon verläuft auf jeder Flügeldecke eine breite schwarze Längsbinde.
Die Vorderhüften sind durch die Vorderbrust deutlich voneinander getrennt (in Abb. 2 grün getönt). Die Hinterbrust ist in der Mitte länger als die Vorderbrust. Die Beine sind kräftig gebaut. Die Schienen aller Beine sind an der Spitze so eingekerbt, dass sich die Tarsen nach oben klappen lassen. Diese bei Blattkäfern durchaus übliche Einkerbung setzt sich jedoch in einer Rinne auf dem Rücken der Schiene fort, die sich verschmälernd bis weit in Richtung auf das Knies erstreckt (in Abb. 1 in der Kopie rechts rot getönt). Der Außenrand der Rinne ist neben der Einlenkung des Tarsus nur wenig zu einem stumpfen Zahn erhöht, auch am mittleren Beinpaar nicht in einen spitzen Zahn ausgezogen. Insgesamt ist die Schiene am Ende nur wenig verbreitert und bleibt schmaler als der Schenkel. Es finden sich auch keine Dornen am Tarsenende. Das dritte Tarsenglied, in dem das Klauenglied liegt, ist nur oberseits stark ausgerandet, nicht durchgehend zweilappig (Abb. 6). Die Klauen sind nicht gesägt oder gezähnt (Abb. 6).

## Biologie
Die wärmeliebende Art lebt in offenem Gelände auf trockenem Grasland oder auf Äckern. Die Käfer und die Larven ernähren sich von Pflanzen. Als klassische Wirtspflanze wird das Adonisröschen angegeben, die Art kommt jedoch auch auf verschiedenen Arten von Rüben und Kreuzblütlern vor. Sie wird als Schädling auf Raps, Kohl und Senf gemeldet. In Gebieten mit überwiegendem Anbau von Kartoffeln wirkt sich die Anwesenheit des Käfers durch Vernichten von Unkräutern aus der Familie der Kreuzblütler positiv aus. Die Larven ernähren sich vorwiegend von jungen Blättern, die Käfer von älteren Blättern, Blüten und Knospen.
In Mitteleuropa findet der Larvenfraß im April statt, Puppen findet man im Mai und die frisch geschlüpften Käfer erscheinen Anfang Juni. Die Eier werden im Herbst abgelegt und die Überwinterung erfolgt im Eistadium.
Das Verschwinden des Käfers während der Sommermonate wurde erstmals von dem Ungarn Sajo wissenschaftlich untersucht. Auf die schriftliche Mitteilung an die Entomologische Station des Königreichs Ungarn in den 1880er Jahren, dass der Käfer sommers im Boden gefunden wurde, beobachtete Sajo Exemplare der Art in einem Insektarium und konnte feststellen, dass die Tiere sich im Mai im Boden verkrochen und erst im Oktober wieder auftauchten. Er fand daraufhin das Phänomen der Sommerruhe noch bei weiteren Blattkäfern und versuchte auch, Gründe dafür zu finden. Er vermutete in der sommerlichen Diapause einen Selbstreinigungsprozess von Stoffwechselgiften.
In Rumänien wurde die Biologie der Art über mehrere Jahre verfolgt. Danach schlüpfen dort die Larven des ersten Stadiums selten später als Februar oder März. Die Larven fressen zwischen 24 und 54 Tage lang, im Labor bei 20 °C neunzehn Tage lang. Bei künstlich erzeugten Temperaturen zwischen 25° und 29° einerseits und 6° bis 8° andrerseits war die Sterblichkeit sehr hoch. Danach begeben sich die Larven zur Verpuppung in den Boden. In einer Tiefe von drei bis vier Zentimeter verdichten sie die Erde zu einer Puppenkammer. Das Vorpuppen- und Puppenstadium dauern zusammen etwa 30 bis 40 Tage, im Labor bei 20° etwa 12 Tage. Das Puppenstadium allein wurde bei 29° auf fünf Tage verkürzt, bei 5° – 7° wurde es auf 57 Tage verlängert. Die fertigen Käfer erscheinen in der Donauebene Ende April Anfang Mai, im Norden Bulgariens eine Woche später. Auf der Suche nach Futterpflanzen legen sie Distanzen bis zu zehn Kilometer zurück. Nach einem Reifungsfraß von fünfzehn bis dreißig Tagen vergraben sie sich für gut drei Monate in einer Tiefe von fünfzehn bis knapp dreißig Zentimeter Tiefe. Sie erscheinen wieder im September zur Paarung. Wenige Tage danach beginnen die Weibchen mit der Eiablage. Die Eier werden in Paketen von ungefähr fünfzehn Eiern im oder auf dem Boden abgelegt. Im Labor schwankte die Dauer der Ablagetätigkeit zwischen fünf und 45 Tagen. Im Maximum wurden über zweitausend Eier abgelegt. In der Natur liegt die Hauptablagezeit Ende September bis Anfang November, es werden jedoch auch noch im Dezember und Januar vereinzelt Eier abgelegt. Aus China werden ähnliche Zahlen gemeldet.
Als natürliche Feinde werden der Pilz Beauveria bassiana genannt, der in Sommerruhe befindliche Käfer befällt. Die Wanze  Nabis ferus greift Larven an, der Käfer Lebia cyanocephala erbeutet Eier, Larven und Puppen. Die Raupenfliege Meigenia mutabilis parasitiert die Larve.

## Verbreitung
Die Art ist paläarktisch bis nach China verbreitet. In nördlicheren Europa (Britische Inseln, den Benelux-Staaten, Norwegen, Schweden und Finnland, einige Russische Provinzen) fehlt die Art. Außerdem sind keine Funde von den meisten Inseln bekannt. Auch im Übrigen Europa decken die bekannten Funde nicht alle Länder ab. Von den deutschsprachigen Ländern ist das Vorkommen in der Schweiz zweifelhaft. 
In Amerika gefundene ähnliche Käfer wurden früher fälschlicherweise für Entomoscelis adonidis gehalten. Heute jedoch werden sie als Entomoscelis americana geführt.